# Imperia Online
 (août 2014).
Si vous disposez d'ouvrages ou d'articles de référence ou si vous connaissez des sites web de qualité traitant du thème abordé ici, merci de compléter l'article en donnant les références utiles à sa vérifiabilité et en les liant à la section « Notes et références ».
Imperia Online est un jeu vidéo de type MMORTS, développé Imperia Online LTD . Elle apparaît sur le réseau le 23 août 2005. La stratégie militaire domine le jeu, à l’époque du Moyen Âge. Imperia Online a plus de 20 millions d’utilisateurs enregistrés, est traduit en 30 languages. La dernière version du jeu est la version 6, des serveurs restent actifs en version 5.

## Système de jeu
Imperia Online est un reflet du monde médiéval. La dernière version 6 du jeu est appelée "Les Grands gens". Chaque joueur commence comme empereur d'une province non développée. Il peut la développer par succession d’améliorations de tous les bâtiments économiques et militaires. Il existe des bâtiments pour la production de ressources, et aussi des universités, où sont effectuées des recherches importantes. À une étape plus avancée du développement, le joueur a la possibilité de recruter et former des unités militaires, que les joueurs utilisent pour attaquer d'autres provinces pour piller leurs ressources, ou pour se protéger des attaques ennemies. Après la construction du bâtiment «Marché», les joueurs peuvent faire du négoce de ressources entre eux. L'annexion de nouveaux territoires et la fondation de colonies forment les empires. Les joueurs ont la possibilité de communiquer entre eux via des messages personnels dans le jeu, et peuvent rejoindre des alliances pour coopérer avec d'autres pour des raisons de développements économique et militaire.

### Premiers pas
Le joueur doit s'inscrire (gratuitement) à ImperiaOnline.org en indiquant son adresse email, nom d'utilisateur et mot de passe. Une inscription via un compte sur un réseau social est aussi possible.  Une fois inscrit, chaque joueur passe les démarches du tutoriel, qui lui donne des conseils sur les nouveaux modules dans le jeu et procure une récompense pour les tâches accomplies. Après avoir terminé les pas du tutoriel, le joueur a la possibilité d'accomplir des missions de développement de la province.  En atteignant 1000 points, chaque joueur peut profiter de la protection de débutant qui le protège des attaques ennemies.

### Ressources
Les ressources sont nécessaires pour le développement des provinces et la formation des unités militaires . Le bois, le fer et la pierre sont produits dans les bâtiments respectifs: Menuiserie, Mine de fer et Carrière de pierre. En améliorant ces trois bâtiments, vous disposez de plus de place libre pour y embaucher les ouvriers et ainsi augmenter la production de ressources. La quatrième ressource c'est l'or. Il est utilisé pour le développement de la plupart des recherches, la formation des unités militaires et la construction de certains bâtiments. L'or est la monnaie universelle pour le commerce des trois autres types de ressources. L'or est obtenu en imposant des taxes sur la population, en vendant des ressources au marché, après un siège de forteresse réussi, en déposant des fonds à la banque, et aussi comme une récompense des coffrets contenant des bonus. Sur la carte de l'empire vous pouvez trouver des ressources spéciales - plus de 50 types qui donnent des bonus de production de ressources, des caractéristiques des unités militaires, d'acquisition d'expérience, etc.

### Bâtiments
Dans la capitale, il y a 29 bâtiments au total. Les bâtiments peuvent être construits depuis l’Hôtel de ville. Deux types de bâtiments sont repartis en deux sous menus - Économie et Militaires. Chaque bâtiment a sa fonction spéciale. Les deux universités assurent le développement des recherches économiques et militaires.

### Provinces
Au début, chaque province est comme un petit village dirigé par le joueur. La construction des bâtiments, le développement des recherches et la formation de l'armée contribuent au développement de la province sur la carte globale. Plus tard, le joueur annexe de nouveaux territoires, qui ont aussi le statut de provinces. Ils se développent comme la capitale – des bâtiments sont y construits, des soins à la population, des ressources et des unités de combat sont utilisés au profit de la province. Par rapport à la capitale les autres provinces ont leurs inconvénients: vous ne pouvez pas y construire des universités, palais, sièges, banque, merveilles, etc. Une autre façon d'élargir votre empire est la colonisation des territoires.

### Alliances
Les alliances représentent un groupe de joueurs qui partagent les mêmes stratégies de jeu. Les membres d’alliance y apportent des ressources et les investissent dans les bâtiments et recherches d'alliance, dans la déclaration d’une guerre, puissance et domination dans le monde. Les alliés peuvent s’aider s’en envoyant de l’or entre eux. Il existe un classement des alliances, dans lequel elles rivalisent sur la base du montant total des points des alliés.

### Batailles
Le modèle militaire sur Imperia Online est complexe et détaillé, bien qu’il soit basé seulement sur 4 types d’unités militaires. Elles sont légères, lourdes, élites et de siège. Le modèle militaire exige du joueur une réflexion stratégique et tactique, parce que l’armée peut être organisée en plusieurs formations de combat qui déterminent le résultat final de la bataille. Il y a 3 types d’attaques : bataille de champ, siège de forteresse et dévastation. En utilisant le premier type, l’armée se bat contre l’armée de champ de l’adversaire, sans que cela soit suivi d’un siège de forteresse ou par une dévastation de la population. Les points gagnés pour les soldats ennemis tués, et aussi les points de vaillance, sont les seuls bénéfices pour celui qui attaque. Avec le siège de forteresse on s’empare des ressources de l’adversaire. Par la dévastation, l’armée attaque la population civile de l’adversaire. Pour chaque villageois tué, celui qui attaque gagne de l’or. Par contre, il est pénalisé en perdant des points de vaillance. L’espionnage constitue une partie très importante du modèle militaire, car il fournit au joueur une information concernant l’empire ennemi, qui peut être déterminante pour l’issue de la guerre ,.

### Les Grands gens
Les Grands gens sont la carte de visite de version 6. Ils représentent la conception des nobles –l’empereur, qui peut acquérir de l'expérience dans deux disciplines différentes et la cour impériale. Comme gouverneur d’une province, l’empereur se sert des compétences qui aident l’augmentation de la production des ressources et l’effectif de l’armée. Comme général, l’empereur acquiert des compétences qui améliorent ses capacités militaires.  Chaque Grand homme est né avec certains talents, donc le choix judicieux de successeurs est la clé vers un règne prolifique.

### Les Seigneurs du monde
La compétition «Seigneurs du monde» est la bataille entre les alliances dans un monde pour le remporter. Une alliance est considérée gagnante quand elle réussit à garder au moins 60% d'influence sur le territoire de la carte globale pendant une période déterminée (en fonction de la vitesse de développement du monde). Quelque temps après le début de l'ère dans le monde (à nouveau en fonction de la vitesse de développement du monde), la phase de la conquête du monde est activée. Après avoir annoncé le vainqueur dans la compétition, l’ère se termine.

## Histoire
L'idée du jeu a été conçue par Dobroslav Dimitrov, qui est responsable du design du jeu, et Moni Dotchev responsable du code programmeur du projet.
Le 23 août 2005 sur le Réseau démarre le premier monde sur Imperia Online.
En 2006, la version 2 et la version 3 démarrent en même temps. Elles fonctionnent parallèlement avec la version 1 et offrent un gameplay alternatif pour les joueurs de tous les goûts. Le jeu a été traduit en 12 langues, grâce à tous les fans et  les community managers. La même année a lieu le premier tournoi sur Imperia Online - «Invasions nomades».
En 2008 une nouvelle version du jeu est lancée: la version 4, qui sert plus tard comme une version prototype de version 5.  La version 4 a un gameplay plus complexe, puis graphiquement amélioré, ce qui donne le début de version 4 A. La même année a lieu la première édition pour la version 4 du tournoi emblématique “Invasions nomades”.
En 2010 a été lancée la version 5: «L'Âge des conquêtes». Elle introduit de nouveaux effets visuels et modules, ainsi que la deuxième faction en plus des impériaux: les nomades.
En 2011 sur les mondes en version 5 a lieu le tournoi «Invasions nomades». Pour la première fois les joueurs participent aussi à la Coupe du monde de Imperia Online.
En 2012 ont été ouverts le monde Tactique et le monde Méga Blitz qui proposent des défis supplémentaires aux joueurs les plus expérimentés. La Version 5 de Imperia Online est disponible sur la plate-forme iOS. Une Coupe du monde de Imperia Online est organisée.
En 2013 le jeu est intégré dans le plus grand réseau russe – Odnoklassniki. La dernière édition de la Coupe du monde a lieu sur la version 5. La version 5 devient disponible sur les dispositifs Android.
En 2013 la dernière version 6 de Imperia Online «Les Grands gens», est présentée. Les graphiques sont complètement renouvelés, la mécanique de jeu enrichie, de nouveaux modules, parmi lesquels le plus intéressant: celui qui donne le nom de la version du jeu: «Les Grands gens».
En 2014, la version 6 est intégrée sur les dispositifs iOS et Android, aussi que sur le réseau social Facebook. La même année le jeu est disponible sur des portale comme Yahoo, Prosieben, Wild Tangent, Grupa Onet, RBK Games. Le partenariat avec Mail.ru deviens même plus grand avec le téléchargement de version 6 sur Odnoklassniki, Moy Mir et Vkontakte. 
En 2015 Imperia Online pour Windows a été publié par Game Troopers et le jeu est devenu le premier Xbox bulgare titre. Le jeu offre de nouveaux défis épiques à travers de nouveaux événements mondiaux tels que la Forteresse Noire, le Crâne de l'Abondance et la Tour de la Connaissance. La même année, la 10ème édition du tournoi Nomads Invasions se déroule dans le jeu. À la fin de l'année, le jeu a la vision d'hiver pour la première fois.
En 2016, un nouveau module a été introduit: Imperial Shop, qui offre une variété de produits tels que des boosters d'expérience, des découpes de temps pour les constructions et essais civils et militaires, les forces de l'armée au combat et d'autres offres exclusives. Créé le monde de Blitz Masters le plus difficile au monde avec un ensemble de règles qui le rendent extrêmement compétitif. La même année, Empire Online a été approuvé par la plus grande plate-forme en ligne - Steam. Les premiers Jeux Olympiques Impériaux - Jeux d'été 2016 ont lieu.
En 2017, Imperia Online a été publié par Play 3Arabi sous le nom de Kingdoms Online pour iOS et Android. Le jeu est entièrement localisé en arabe, et le contenu, y compris la bande-son et l'art du jeu, est personnalisé et respecté culturellement. La même année, Imperia Online a intégré ClanPlay, une application de messages qui permet aux joueurs de communiquer et de planifier leurs stratégies, de recruter de nouveaux alliés, d'établir des relations diplomatiques avec d'autres équipes et de partager leurs réussites. Des miracles nouveaux et améliorés du monde sont présentés. La première Olympiade impériale - Jeux d'hiver 2017 a lieu. Pour la commodité de nos joueurs, nous avons introduit une autre méthode de paiement - Trustly.

## Tournois
Sur Imperia Online ont lieu différents tournois au cours de l’année. Jusqu’à présent, les tournois suivants se sont déroulés : Invasions nomades, Ligue des Champions et Coupe du monde. La même année un nouveau tournoi dans le jeu - Dominion Rush - a été lancé.
Gagnant de la Coupe du monde 2011 et 2012: l’équipe bulgare.
Gagnant de la Coupe du monde 2013: l’équipe croate.
Gagnant de la Coupe du monde 2014: l’équipe brésilien
Gagnant de la Coupe du monde 2015: l’équipe croate
Gagnant de la Coupe du monde 2016: l’équipe polonais
Gagnant de la Coupe du monde 2017: l’équipe bulgare

## Nominations
“Game Connection Awards 2014” Paris, France:[18]
- Promising IP
- Desktop Downloadable
- Hardcore Game

“TIGA Games Industry Awards 2016”
- Nommé Jeu de l’année

Amazon.de “Hot New Releases” le plus vendu dans la catégorie Bonde-son 2016
- Les deux albums de Imperia Online gagnent les prestigieux positions №10 и №11

“European Business Awards 2016/17”[19]
- Championnat national de Focus de consommateur

“TIGA Games Industry Awarrds 2017”
- Nommé pour Jeu Stratégique au TIGA